# Ampol
Ampol Limited är ett australiskt oljebolag med ett omfattande nät av bensinstationer och ett raffinaderi utanför Brisbane. Bolaget hette fram till 2020 Caltex efter ett samgående med Chevron Australia.